# Yugur oriental
Le yugur oriental (ou shira yugur) est une  langue mongole parlée dans le Nord-Ouest de la  province du Gansu, en Chine par 3 000 Yugur.

## Phonologie

### Voyelles
|         | Antérieure | Centrale | Postérieure |
| ------- | ---------- | -------- | ----------- |
| Fermée  | i [i]      |          | ʉ [ʉ] u [u] |
| Moyenne | e [e]      | ə [ə]    | ɵ [ɵ]       |
| Ouverte |            | a [a]    | ɔ [ɔ]       |

### Consonnes
Le tableau montre l'inventaire des consonnes du yugur oriental. Parmi ces phonèmes, [z] ne se rencontre que dans les emprunts d'origine turque. Les rétroflexes, les alvéolopalatales et [f] sont entrés dans l'inventaire de la langue par les mots d'origine chinoise.
|               |               | Bilabiale | Dentale  | Latérale | Rétroflexe | Palatale | Alv.-palat. | Vélaire | Uvulaire | Glottale |
| ------------- | ------------- | --------- | -------- | -------- | ---------- | -------- | ----------- | ------- | -------- | -------- |
| Occlusives    | Sourdes       | b [p]     | d [t]    |          |            |          |             | g [k]   | ɢ [q]    |          |
| Occlusives    | Aspirée       | p [pʰ]    | t [tʰ]   |          |            |          |             | k [kʰ]  | q [qʰ]   |          |
| Fricatives    | Sourde        | f [f]     | s [s]    | ɫ [ɫ]    | ʂ [ʂ]      |          | ɕ [ɕ]       | ɣ [ɣ]   | χ [χ]    | h [h]    |
| Fricatives    | Sonore        | β [β]     | z [z]    |          |            |          | ʑ [ʑ]       |         | ʁ [ʁ]    |          |
| Affriquées    | Sourdes       |           | dz [t͡s]  |          | dʐ [t͡ʂ]    |          | dʑ [t͡ɕ]     |         |          |          |
| Affriquées    | Aspirée       |           | ts [t͡sʰ] |          | tʂ [t͡ʂʰ]   |          | tɕ [t͡ɕʰ]    |         |          |          |
| Nasales       | Simples       | m [m]     | n [n]    |          |            |          |             | ŋ [ŋ]   |          |          |
| Nasales       | Voisée        |           | n̥ [n̥]    |          |            |          |             |         |          |          |
| Liquides      | Liquides      |           | r [r]    | l [l]    |            |          |             |         |          |          |
| Semi-voyelles | Semi-voyelles |           |          |          |            | j [j]    |             |         |          |          |